# Edgar Quirós Baltanas
Edgar Quirós Baltanas (nascido em 7 de março de 1989) é um nadador paralímpico espanhol que disputa as provas da classe S13.

## Paralimpíada
Participou dos Jogos Paralímpicos de Verão de 2012, realizados em Londres, onde representou a Espanha.

## Vida pessoal
Natural de Cabra, atualmente reside em Benalmádena.